# Liste des cours d'eau des Landes

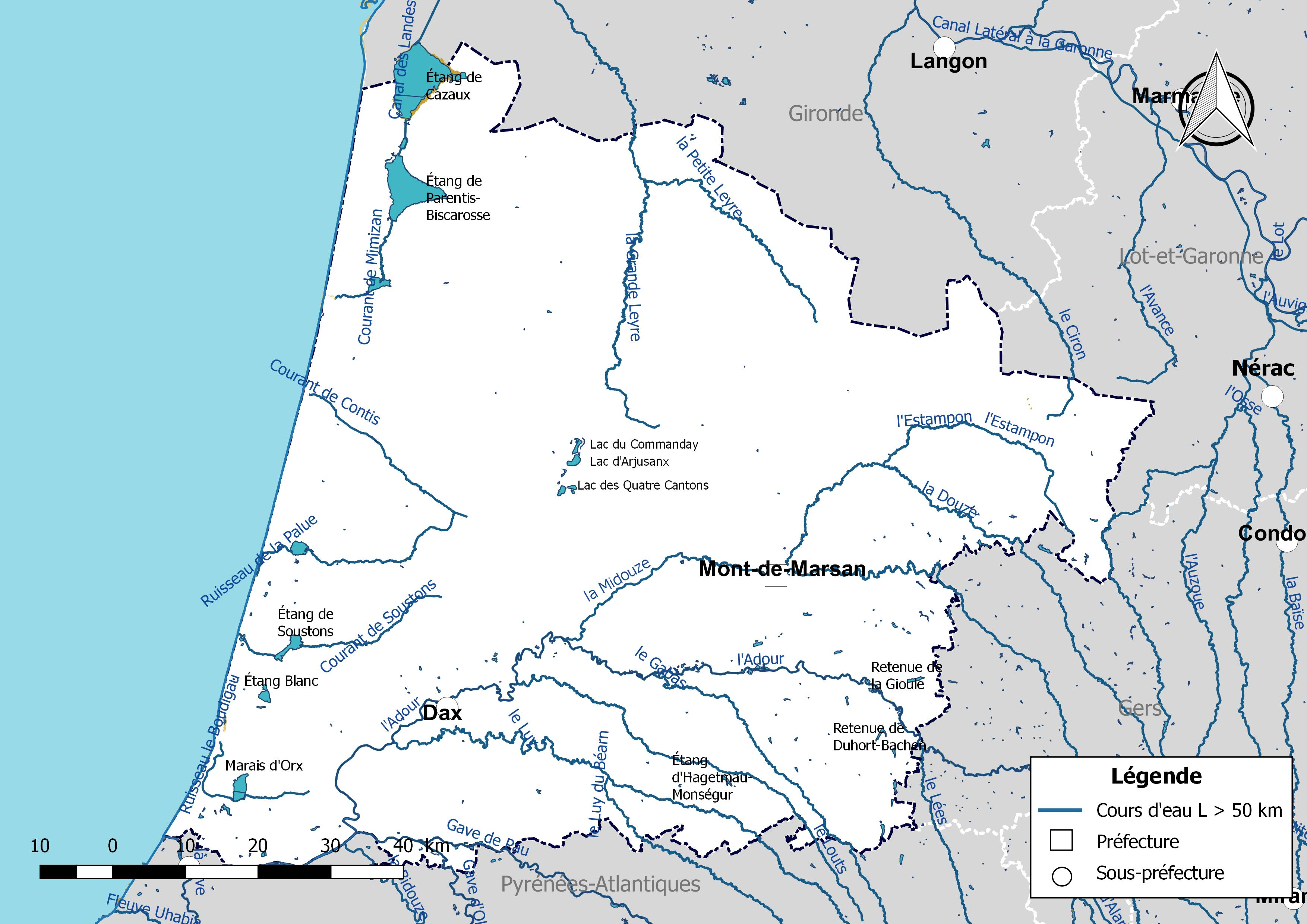
Carte des cours d'eau de longueur supérieure à 50 km des Landes.

La liste des cours d'eau des Landes présente les principaux cours d'eau traversant pour tout ou partie le territoire du département français des Landes dans la région Nouvelle-Aquitaine. Plus de 3 100 cours d'eau sont recensés en 2014 dans le référentiel national BD Carthage sur le territoire départemental, dont 109 cours d'eau naturels et un canal de longueur supérieure à 10 km, correspondant à un linaire de plus de 4 500 km.
Les cours d'eau sont ordonnés selon leur origine naturelle (fleuve, rivières ou ruisseaux) ou artificielle (canaux). Pour chacun d'entre eux sont précisés : sa classe, sa longueur totale, le cours d'eau dans lequel il se jette (confluence), le bassin collecteur auquel il appartient, le nombre de départements et de communes traversés et le nom des communes qu'il irrigue dans le département des Landes.

## Cours d'eau naturels

### Définition

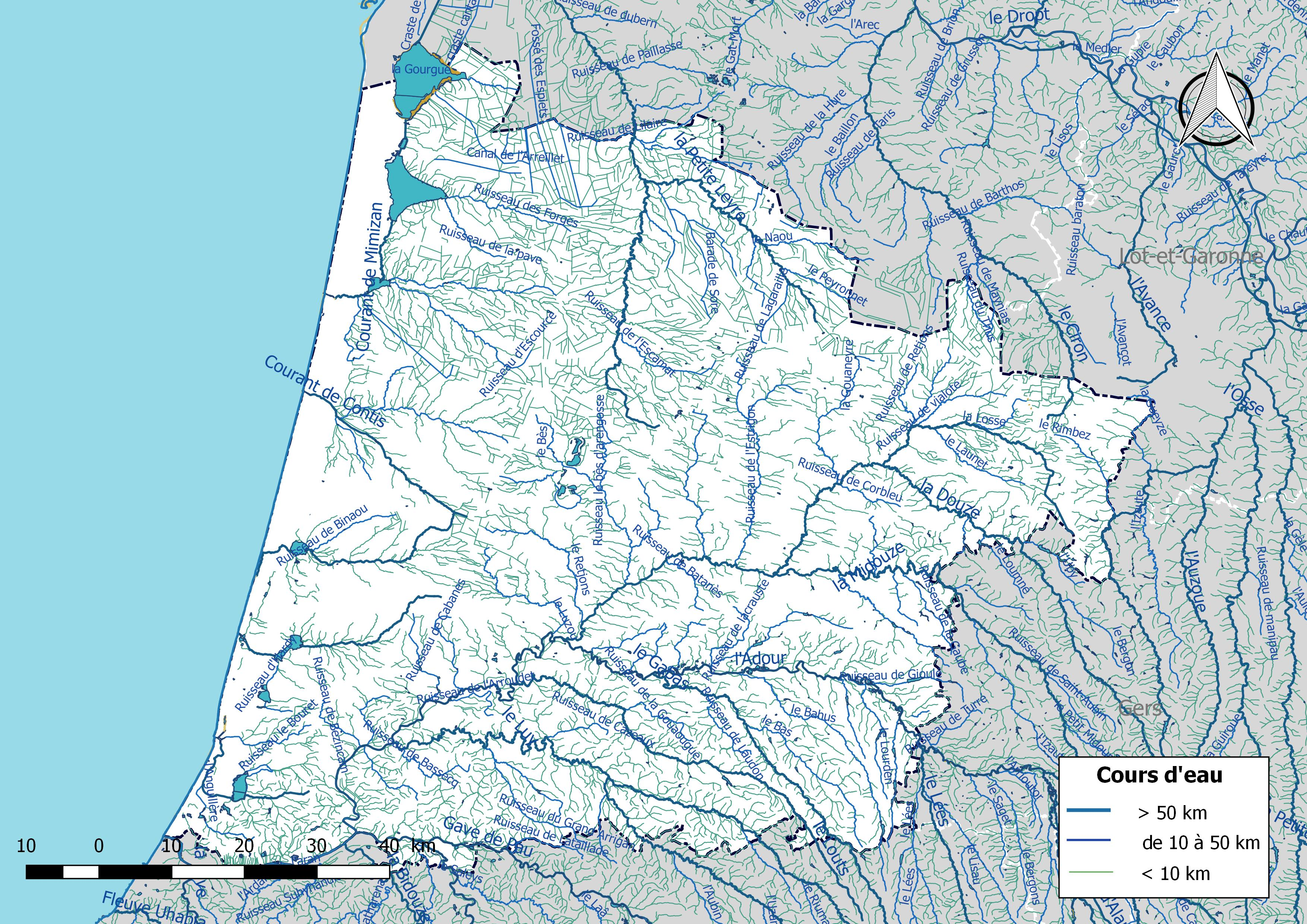
Carte de l'ensemble du réseau hydrographique des Landes.

Jusqu'en 2016, aucun texte législatif ne définissait la notion de cours d’eau. Ce n'est qu'avec la loi du 8 août 2016 pour la reconquête de la biodiversité, de la nature et des paysages que cette lacune est comblée. L'article 118 de cette loi insère un nouvel article L. 215-7-1 dans le code de l'environnement précisant que « constitue un cours d'eau un écoulement d'eaux courantes dans un lit naturel à l'origine, alimenté par une source et présentant un débit suffisant la majeure partie de l'année. L'écoulement peut ne pas être permanent compte tenu des conditions hydrologiques et géologiques locales. ». Ainsi les trois principaux critères retenus sont :
- la présence et la permanence d’un lit naturel à l’origine, ce qui distingue les cours d’eau (artificialisés ou non) des fossés et canaux creusés par la main de l'homme ;
- l’alimentation par une source ;
- la permanence d’un débit suffisant une majeure partie de l’année, critère qui doit être évalué en fonction des conditions climatiques et hydrologiques locales.

### Cours d'eau permanents de longueur supérieure ou égale à 10 km
La base de données Carthage est le référentiel du réseau hydrographique français. Cette base est réalisée à partir de la couche hydrographie de la base de données Carto enrichie par le ministère chargé de l'environnement et les agences de l'eau avec le découpage du territoire en zones hydrographiques d'une part et la codification de ces zones et du réseau hydrographique d'autre part. De cette base, il ressort que le réseau hydrographique des Landes comprend 109 cours d'eau permanents de longueur supérieure à 10 km et dont le cours est en partie ou en totalité dans le département des Landes.
Le référentiel national hiérarchise le réseau en 7 classes selon l'importance décroissante des cours d'eau. Le tableau ci-après regroupe tous les cours d'eau irriguant pour tout ou partie du département et appartenant à l'une des classes 1 à 4. Pour chacune de ces classes les caractéristiques des cours d'eau sont les suivantes :
- 1 : longueur supérieure à 100 km ou tout cours d’eau se jetant dans une embouchure logique[Note 1] et d'une longueur supérieure à 25 km ;
- 2 : longueur comprise entre 50 et 100 km ou tout cours d’eau se jetant dans une embouchure logique et d’une longueur supérieure à 10 km ;
- 3 : longueur comprise entre 25 et 50 km ;
- 4 : longueur comprise entre 10 et 25 km.

| Nom du cours d'eau           | Classe | Longueur totale en km | Confluence                | Bassin collecteur    | Départements irrigués | Communes irriguées | Communes irriguées | Communes irriguées |
| Nom du cours d'eau           | Classe | Longueur totale en km | Confluence                | Bassin collecteur    | Départements irrigués | Nb total           | Nb ds le dép.      | Communes du département |
| ---------------------------- | ------ | --------------------- | ------------------------- | -------------------- | --------------------- | ------------------ | ------------------ | --- |
| Adour                        | 1      | 308,8                 | Golfe de Gascogne         | l'Adour              | 4 (32, 40, 64, 65)    | 119                | 51                 | Aire-sur-l'Adour, Angoumé, Audon, Aurice, Bégaar, Bordères-et-Lamensans, Cauna, Cazères-sur-l'Adour, Dax, Duhort-Bachen, Goos, Gousse, Gouts, Grenade-sur-l'Adour, Hinx, Josse, Larrivière-Saint-Savin, Laurède, Mées, Montgaillard, Mugron, Nerbis, Onard, Orist, Pey, Pontonx-sur-l'Adour, Port-de-Lanne, Poyanne, Préchacq-les-Bains, Renung, Rivière-Saas-et-Gourby, Saint-Étienne-d'Orthe, Saint-Geours-de-Maremne, Saint-Jean-de-Lier, Saint-Jean-de-Marsacq, Saint-Laurent-de-Gosse, Sainte-Marie-de-Gosse, Saint-Martin-de-Hinx, Saint-Martin-de-Seignanx, Saint-Maurice-sur-Adour, Saint-Paul-lès-Dax, Saint-Sever, Saint-Vincent-de-Paul, Saubusse, Souprosse, Tarnos, Tercis-les-Bains, Téthieu, Toulouzette, Vicq-d'Auribat, Yzosse. |
| Anguillère                   | 4      | 15,1                  | Ruisseau le Boudigau      | Ruisseau le Boudigau | 1 (40)                | 4                  | 4                  | Labenne, Ondres, Saint-Martin-de-Seignanx, Tarnos. |
| Arrigan du Gert              | 4      | 15,5                  | Ruisseau du Grand Arrigan | l'Adour              | 1 (40)                | 4                  | 4                  | Estibeaux, Mimbaste, Mouscardès, Tilh. |
| Bahus                        | 3      | 47,9                  | l'Adour                   | l'Adour              | 2 (40, 64)            | 16                 | 13                 | Bahus-Soubiran, Buanes, Classun, Eugénie-les-Bains, Fargues, Lauret, Mauries, Miramont-Sensacq, Montgaillard, Montsoué, Pécorade, Saint-Sever, Sorbets. |
| Baniou                       | 4      | 13,7                  | Gave de Pau               | l'Adour              | 2 (40, 64)            | 8                  | 3                  | Cauneille, Oeyregave, Sorde-l'Abbaye. |
| Barade de la Limite          | 3      | 25,8                  | Ruisseau de Lilaire       | la Grande Leyre      | 2 (33, 40)            | 4                  | 2                  | Saugnacq-et-Muret, Ychoux. |
| Barade de Labourdasse        | 4      | 12,5                  | Barade de Sore            | la Grande Leyre      | 1 (40)                | 2                  | 2                  | Belhade, Sore. |
| Barade de Sore               | 4      | 18,4                  | Ruisseau de Montorgueil   | la Grande Leyre      | 1 (40)                | 4                  | 4                  | Belhade, Pissos, Sore, Trensacq. |
| Bas                          | 3      | 28,5                  | Le Gabas                  | l'Adour              | 1 (40)                | 14                 | 14                 | Bats, Castelnau-Tursan, Clèdes, Coudures, Eyres-Moncube, Geaune, Lauret, Mauries, Miramont-Sensacq, Payros-Cazautets, Pimbo, Sarraziet, Urgons, Vielle-Tursan. |
| Bassecq                      | 4      | 16,1                  | le Luy                    | l'Adour              | 1 (40)                | 8                  | 8                  | Bénesse-lès-Dax, Cagnotte, Gaas, Heugas, Pouillon, Saint-Lon-les-Mines, Siest, Tercis-les-Bains. |
| Batanès                      | 4      | 12,6                  | la Midouze                | l'Adour              | 1 (40)                | 4                  | 4                  | Campagne, Meilhan, Saint-Perdon, Saint-Yaguen. |
| Bergonce                     | 4      | 16,1                  | l'Estampon                | l'Adour              | 1 (40)                | 4                  | 4                  | Bourriot-Bergonce, Losse, Retjons, Saint-Gor. |
| Ruisseau de Bernin           | 4      | 11,3                  | Ruisseau de l'Estrigon    | l'Adour              | 1 (40)                | 2                  | 2                  | Labrit, Vert. |
| Bès                          | 3      | 38,1                  | La Midouze                | l'Adour              | 1 (40)                | 8                  | 8                  | Arengosse, Arjuzanx, Carcarès-Sainte-Croix, Carcen-Ponson, Morcenx, Ousse-Suzan, Saint-Yaguen, Villenave. |
| Bès Darengosse               | 4      | 16,9                  | le Bès                    | l'Adour              | 1 (40)                | 1                  | 1                  | Arengosse. |
| Bidouze                      | 2      | 82,2                  | l'Adour                   | l'Adour              | 2 (40, 64)            | 25                 | 1                  | Hastingues. |
| Boudigau                     | 1      | 24,5                  | Golfe de Gascogne         | Ruisseau le Boudigau | 1 (40)                | 7                  | 7                  | Capbreton, Labenne, Orx, Saint-André-de-Seignanx, Saint-Martin-de-Hinx, Saint-Martin-de-Seignanx, Saubrigues. |
| Bouret                       | 4      | 14,6                  | Golfe de Gascogne         | Ruisseau le Bouret   | 1 (40)                | 5                  | 5                  | Angresse, Bénesse-Maremne, Capbreton, Saint-Vincent-de-Tyrosse, Soorts-Hossegor. |
| Broussau                     | 4      | 20,3                  | l'Adour                   | l'Adour              | 2 (40, 64)            | 6                  | 5                  | Aire-sur-l'Adour, Duhort-Bachen, Latrille, Saint-Agnet, Sarron. |
| Buros                        | 4      | 10                    | l'Adour                   | l'Adour              | 2 (32, 40)            | 4                  | 3                  | Aire-sur-l'Adour, Cazères-sur-l'Adour, Duhort-Bachen. |
| Cabanes                      | 4      | 15,4                  | l'Adour                   | l'Adour              | 1 (40)                | 3                  | 3                  | Gourbera, Herm, Saint-Paul-lès-Dax. |
| Cazeaux                      | 4      | 10,6                  | le Luy                    | l'Adour              | 1 (40)                | 5                  | 5                  | Baigts, Gibret, Montfort-en-Chalosse, Ozourt, Poyartin. |
| Chatéou                      | 4      | 11,1                  | L'Estampon                | l'Adour              | 1 (40)                | 2                  | 2                  | Losse, Vielle-Soubiran. |
| Ciron                        | 2      | 96,9                  | la Garonne                | la Garonne           | 3 (33, 40, 47)        | 26                 | 1                  | Lubbon. |
| Corbleu                      | 4      | 10,7                  | la Douze                  | la Garonne           | 1 (40)                | 2                  | 2                  | Pouydesseaux, Saint-Justin. |
| Courant de Contis            | 1      | 31,2                  | Golfe de Gascogne         | Courant de Contis    | 1 (40)                | 5                  | 5                  | Lesperon, Lévignacq, Lit-et-Mixe, Saint-Julien-en-Born, Uza. |
| Courant de Mimizan           | 1      | 29,1                  | Golfe de Gascogne         | Courant de Mimizan   | 1 (40)                | 5                  | 5                  | Biscarrosse, Gastes, Mimizan, Parentis-en-Born, Sainte-Eulalie-en-Born. |
| Courant de Soustons          | 1      | 36,1                  | Golfe de Gascogne         | Courant de Soustons  | 1 (40)                | 6                  | 6                  | Azur, Castets, Herm, Magescq, Soustons, Vieux-Boucau-les-Bains. |
| Craste                       | 5      | 12                    | Canal le Courant          | Courant de Mimizan   | 1 (40)                | 3                  | 3                  | Arjuzanx, Morcenx, Solférino. |
| Craste cantaranne            | 4      | 14,9                  | Craste Baneyre            | la Grande Leyre      | 2 (33, 40)            | 3                  | 1                  | Sanguinet. |
| Craste de la Mounarde        | 4      | 16,2                  | Ruisseau de Castera       | la Grande Leyre      | 2 (33, 40)            | 4                  | 2                  | Mano, Moustey. |
| Douze                        | 1      | 123,5                 | La Midouze                | l'Adour              | 2 (32, 40)            | 33                 | 13                 | Arue, Betbezer-d'Armagnac, Canenx-et-Réaut, Labastide-d'Armagnac, Lagrange, Lucbardez-et-Bargues, Maillères, Mont-de-Marsan, Pouydesseaux, Roquefort, Saint-Avit, Saint-Justin, Sarbazan. |
| Estampon                     | 2      | 52,1                  | La Douze                  | l'Adour              | 2 (32, 40)            | 12                 | 11                 | Arue, Créon-d'Armagnac, Estigarde, Gabarret, Herré, Losse, Retjons, Parleboscq, Roquefort, Saint-Gor, Vielle-Soubiran. |
| Estrigon                     | 3      | 40,5                  | la Midouze                | l'Adour              | 1 (40)                | 7                  | 7                  | Brocas, Campet-et-Lamolère, Cère, Labrit, Le Sen, Uchacq-et-Parentis, Vert. |
| Fossé des Espiets            | 4      | 11,8                  | Ruisseau du Get           | la Grande Leyre      | 2 (33, 40)            | 3                  | 1                  | Saugnacq-et-Muret. |
| Gabas                        | 1      | 116,7                 | l'Adour                   | l'Adour              | 3 (40, 64, 65)        | 44                 | 20                 | Arboucave, Aubagnan, Audignon, Banos, Bats, Eyres-Moncube, Hauriet, Lacajunte, Lauret, Montaut, Philondenx, Pimbo, Puyol-Cazalet, Sainte-Colombe, Saint-Sever, Samadet, Serres-Gaston, Souprosse, Toulouzette, Urgons. |
| Gaillou                      | 4      | 12,7                  | l'Adour                   | l'Adour              | 1 (40)                | 3                  | 3                  | Gouts, Souprosse, Tartas. |
| Gaube                        | 4      | 15,4                  | la Midouze                | l'Adour              | 2 (32, 40)            | 5                  | 4                  | Arthez-d'Armagnac, Bourdalat, Perquie, Villeneuve-de-Marsan. |
| Gave d'Oloron                | 1      | 148,8                 | Gave de Pau               | l'Adour              | 2 (40, 64)            | 64                 | 3                  | Cauneille, Oeyregave, Sorde-l'Abbaye. |
| Gave de Pau                  | 1      | 190,7                 | l'Adour                   | l'Adour              | 3 (40, 64, 65)        | 90                 | 10                 | Cauneille, Habas, Hastingues, Labatut, Orthevielle, Peyrehorade, Port-de-Lanne, Saint-Cricq-du-Gave, Sainte-Marie-de-Gosse, Sorde-l'Abbaye. |
| Gélise                       | 1      | 92                    | la Baïse                  | la Garonne           | 3 (32, 40, 47)        | 21                 | 2                  | Escalans, Parleboscq. |
| Geloux                       | 3      | 30,1                  | la Midouze                | l'Adour              | 1 (40)                | 5                  | 5                  | Campet-et-Lamolère, Garein, Geloux, Saint-Martin-d'Oney, Vert. |
| Gioulé                       | 4      | 18,3                  | l'Adour                   | l'Adour              | 2 (32, 40)            | 5                  | 4                  | Bordères-et-Lamensans, Cazères-sur-l'Adour, Lussagnet, Le Vignau. |
| Gouaneyre                    | 3      | 29,9                  | la Douze                  | l'Adour              | 1 (40)                | 6                  | 6                  | Arue, Bélis, Cachen, Lencouacq, Maillères, Pouydesseaux. |
| Gouaougue                    | 4      | 14,8                  | le Louts                  | l'Adour              | 1 (40)                | 4                  | 4                  | Doazit, Larbey, Maylis, Saint-Aubin. |
| Gourgue                      | 4      | 16,6                  | Canal des Landes          | Canal des Landes     | 1 (40)                | 1                  | 1                  | Sanguinet. |
| Grand Arrigan                | 4      | 23,5                  | le Luy                    | l'Adour              | 2 (40, 64)            | 9                  | 7                  | Estibeaux, Habas, Mimbaste, Mouscardès, Ossages, Pouillon, Tilh. |
| Grande Leyre                 | 1      | 115,9                 | Golfe de Gascogne         | la Grande Leyre      | 2 (33, 40)            | 12                 | 6                  | Commensacq, Luglon, Moustey, Pissos, Sabres, Saugnacq-et-Muret. |
| Gueyze                       | 4      | 17,7                  | la Gélise                 | la Garonne           | 2 (40, 47)            | 4                  | 2                  | Arx, Rimbez-et-Baudiets. |
| Hontines                     | 4      | 10,9                  | l'Adour                   | l'Adour              | 1 (40)                | 2                  | 2                  | Saint-Geours-de-Maremne, Saubusse. |
| Houniou                      | 4      | 12,5                  | l'Adour                   | l'Adour              | 1 (40)                | 6                  | 6                  | Aurice, Campagne, Cauna, Lamothe, Le Leuy, Souprosse. |
| Lagravette                   | 4      | 11,5                  | ruisseau de Lugaut        | l'Adour              | 1 (40)                | 2                  | 2                  | Bourriot-Bergonce, Retjons. |
| Larrazieu                    | 4      | 10,3                  | la Douze                  | l'Adour              | 2 (32, 40)            | 2                  | 1                  | Labastide-d'Armagnac. |
| Larritou                     | 4      | 15                    | le Luy                    | l'Adour              | 2 (40, 64)            | 8                  | 2                  | Monget, Peyre. |
| Lataillade                   | 4      | 13,7                  | Gave de Pau               | l'Adour              | 2 (40, 64)            | 7                  | 2                  | Habas, Ossages. |
| Laudon                       | 4      | 14,3                  | le Gabas                  | l'Adour              | 1 (40)                | 7                  | 7                  | Audignon, Banos, Dumes, Horsarrieu, Sainte-Colombe, Saint-Sever, Serres-Gaston. |
| Launet                       | 4      | 18,1                  | L'Estampon                | l'Adour              | 1 (40)                | 3                  | 3                  | Estigarde, Saint-Gor, Vielle-Soubiran. |
| Lées                         | 3      | 39,1                  | le Lées                   | l'Adour              | 3 (32, 40, 64)        | 21                 | 1                  | Sarron. |
| Lespontès                    | 4      | 13,8                  | l'Adour                   | l'Adour              | 1 (40)                | 4                  | 4                  | Bélus, Orist, Saint-Lon-les-Mines, Saubusse. |
| Loumné                       | 4      | 12,7                  | la Douze                  | l'Adour              | 2 (32, 40)            | 4                  | 1                  | Labastide-d'Armagnac. |
| Lourden                      | 4      | 21                    | l'Adour                   | l'Adour              | 1 (40)                | 8                  | 8                  | Aire-sur-l'Adour, Bahus-Soubiran, Bordères-et-Lamensans, Duhort-Bachen, Latrille, Miramont-Sensacq, Renung, Sorbets. |
| Louts                        | 2      | 85,7                  | l'Adour                   | l'Adour              | 2 (40, 64)            | 31                 | 23                 | Arboucave, Bergouey, Caupenne, Gamarde-les-Bains, Goos, Hagetmau, Lacajunte, Lahosse, Larbey, Louer, Lourquen, Maylis, Monségur, Nousse, Philondenx, Poyanne, Préchacq-les-Bains, Saint-Aubin, Saint-Cricq-Chalosse, Saint-Geours-d'Auribat, Samadet, Serreslous-et-Arribans, Téthieu. |
| Ludon                        | 3      | 26                    | la Midouze                | l'Adour              | 2 (32, 40)            | 6                  | 5                  | Bougue, Hontanx, Laglorieuse, Pujo-le-Plan, Saint-Gein. |
| Lusson                       | 4      | 10                    | la Midouze                | l'Adour              | 1 (40)                | 4                  | 4                  | Hontanx, Perquie, Saint-Gein, Villeneuve-de-Marsan. |
| Luy                          | 1      | 154,5                 | l'Adour                   | l'Adour              | 2 (40, 64)            | 57                 | 31                 | Amou, Argelos, Bastennes, Castaignos-Souslens, Castelnau-Chalosse, Castel-Sarrazin, Clermont, Dax, Donzacq, Garrey, Heugas, Mant, Mimbaste, Momuy, Monget, Monségur, Morganx, Narrosse, Nassiet, Oeyreluy, Ozourt, Peyre, Pomarez, Poudenx, Rivière-Saas-et-Gourby, Saint-Pandelon, Saugnac-et-Cambran, Seyresse, Siest, Sort-en-Chalosse, Tercis-les-Bains. |
| Luy de Béarn                 | 2      | 76,6                  | le Luy                    | l'Adour              | 2 (40, 64)            | 28                 | 3                  | Amou, Bonnegarde, Castel-Sarrazin. |
| Luzoû                        | 3      | 28                    | l'Adour                   | l'Adour              | 1 (40)                | 5                  | 5                  | Bégaar, Laluque, Lesgor, Pontonx-sur-l'Adour, Rion-des-Landes. |
| Midouze                      | 1      | 151,5                 | l'Adour                   | l'Adour              | 2 (32, 40)            | 39                 | 16                 | Arthez-d'Armagnac, Audon, Bégaar, Bougue, Campet-et-Lamolère, Carcarès-Sainte-Croix, Le Frêche, Mazerolles, Mont-de-Marsan, Montégut, Saint-Cricq-Villeneuve, Saint-Martin-d'Oney, Saint-Yaguen, Tartas, Vicq-d'Auribat, Villeneuve-de-Marsan. |
| Moulin de Bordes             | 4      | 11,4                  | l'Adour                   | l'Adour              | 1 (40)                | 4                  | 4                  | Gouts, Lamothe, Mugron, Souprosse. |
| Moulin de Pouydesseaux       | 4      | 12                    | la Midouze                | l'Adour              | 1 (40)                | 4                  | 4                  | Pouydesseaux, Saint-Cricq-Villeneuve, Sainte-Foy, Villeneuve-de-Marsan. |
| Naou                         | 4      | 19,1                  | la Petite Leyre           | la Grande Leyre      | 2 (33, 40)            | 3                  | 1                  | Callen. |
| Oursoû                       | 4      | 11,4                  | Le Luy du Béarn           | l'Adour              | 2 (40, 64)            | 5                  | 3                  | Amou, Arsague, Castel-Sarrazin. |
| Petite Leyre                 | 2      | 49,8                  | La Grande Leyre           | La Grande Leyre      | 1 (40)                | 6                  | 6                  | Argelouse, Belhade, Callen, Luxey, Moustey, Sore. |
| Peyronnet                    | 4      | 13,1                  | la Petite Leyre           | la Grande Leyre      | 2 (33, 40)            | 3                  | 2                  | Callen, Luxey. |
| Poustagnac                   | 4      | 15,9                  | l'Adour                   | l'Adour              | 1 (40)                | 2                  | 2                  | Herm, Saint-Paul-lès-Dax. |
| Retjons                      | 3      | 31,4                  | la Midouze                | l'Adour              | 1 (40)                | 5                  | 5                  | Bégaar, Beylongue, Carcen-Ponson, Rion-des-Landes, Tartas. |
| Rimbez                       | 4      | 16,4                  | la Gélise                 | la Garonne           | 3 (32, 40, 47)        | 7                  | 4                  | Escalans, Losse, Lubbon, Rimbez-et-Baudiets. |
| Ruisseau d'Hossegor          | 4      | 11,3                  | Ruisseau d'Onesse         | Courant de Contis    | 1 (40)                | 1                  | 1                  | Onesse-Laharie. |
| Ruisseau d'Onesse            | 4      | 28,7                  | Courant de Contis         | Courant de Contis    | 1 (40)                | 4                  | 4                  | Mézos, Onesse-Laharie, Saint-Julien-en-Born, Sindères. |
| Ruisseau de Barrot           | 4      | 11,4                  | Courant de Contis         | Courant de Contis    | 1 (40)                | 1                  | 1                  | Lit-et-Mixe. |
| Ruisseau de Binaou           | 4      | 14,2                  | Ruisseau de la Palue      | Ruisseau de la Palue | 1 (40)                | 3                  | 3                  | Linxe, Saint-Michel-Escalus, Vielle-Saint-Girons. |
| Ruisseau de Castera          | 4      | 21                    | La Grande Leyre           | La Grande Leyre      | 2 (33, 40)            | 5                  | 4                  | Argelouse, Mano, Moustey, Saugnacq-et-Muret. |
| Ruisseau de Clédasse         | 4      | 10                    | ruisseau le Mouréou       | l'Adour              | 1 (40)                | 2                  | 2                  | Garrosse, Morcenx. |
| Ruisseau de Harencin         | 4      | 13,7                  | Ruisseau d'Onesse         | Courant de Contis    | 1 (40)                | 3                  | 3                  | Lesperon, Mézos, Onesse-Laharie. |
| Ruisseau de la Forge-Pontenx | 3      | 28,8                  | Ruisseau d'Escource       | Courant de Mimizan   | 1 (40)                | 5                  | 5                  | Aureilhan, Labouheyre, Lüe, Pontenx-les-Forges, Saint-Paul-en-Born. |
| Ruisseau de la Hure          | 3      | 33                    | le Ciron                  | la Garonne           | 2 (33, 40)            | 6                  | 1                  | Callen. |
| La Palue                     | 1      | 39,7                  | Golfe de Gascogne         | Ruisseau de la Palue | 1 (40)                | 7                  | 7                  | Castets, Léon, Lesperon, Linxe, Moliets-et-Maa, Saint-Michel-Escalus, Vielle-Saint-Girons. |
| Ruisseau de la Pave          | 4      | 15,2                  | Ruisseau des Forges       | Courant de Mimizan   | 1 (40)                | 3                  | 3                  | Lüe, Parentis-en-Born, Pontenx-les-Forges. |
| Ruisseau de Lacrauste        | 4      | 14                    | ruisseau du Bos           | l'Adour              | 1 (40)                | 4                  | 4                  | Aurice, Bas-Mauco, Haut-Mauco, Saint-Perdon. |
| Ruisseau de Lagaraille       | 4      | 10,5                  | La Petite Leyre           | la Grande Leyre      | 1 (40)                | 1                  | 1                  | Luxey. |
| Ruisseau de Larden           | 4      | 10                    | Ruisseau d'Onesse         | Courant de Contis    | 1 (40)                | 2                  | 2                  | Mézos, Saint-Julien-en-Born. |
| Ruisseau de l'Arroudet       | 4      | 11,9                  | l'Adour                   | l'Adour              | 1 (40)                | 5                  | 5                  | Candresse, Dax, Narrosse, Saint-Vincent-de-Paul, Yzosse. |
| Ruisseau de l'Escamat        | 4      | 19,7                  | La Grande Leyre           | La Grande Leyre      | 1 (40)                | 2                  | 2                  | Labrit, Sabres. |
| Ruisseau de Maynias          | 4      | 13,5                  | Ruisseau du Thus          | la Garonne           | 2 (33, 40)            | 2                  | 1                  | Maillas. |
| Ruisseau de Pince            | 4      | 12,2                  | La Petite Leyre           | la Grande Leyre      | 1 (40)                | 2                  | 2                  | Luxey, Sore. |
| Ruisseau de Richet           | 4      | 11,4                  | La Grande Leyre           | La Grande Leyre      | 1 (40)                | 1                  | 1                  | Pissos. |
| Ruisseau de Tirelagüe        | 4      | 13,9                  | Courant de Mimizan        | Courant de Mimizan   | 1 (40)                | 2                  | 2                  | Bias, Mimizan. |
| Ruisseau des Forges          | 3      | 27                    | Courant de Mimizan        | Courant de Mimizan   | 1 (40)                | 3                  | 3                  | Liposthey, Parentis-en-Born, Ychoux. |
| Ruisseau d'Escource          | 3      | 30,9                  | Courant de Mimizan        | Courant de Mimizan   | 1 (40)                | 6                  | 6                  | Aureilhan, Escource, Mimizan, Pontenx-les-Forges, Saint-Paul-en-Born, Solférino. |
| Ruisseau d'Hardy             | 4      | 10,5                  | Ruisseau de Bibic         | Courant de Soustons  | 1 (40)                | 3                  | 3                  | Seignosse, Soustons, Tosse. |
| Ruisseau d'Onesse            | 3      | 28,7                  | Courant de Contis         | Courant de Contis    | 1 (40)                | 4                  | 4                  | Mézos, Onesse-Laharie, Saint-Julien-en-Born, Sindères. |
| Ruisseau du Bayle            | 4      | 13,9                  | l'Adour                   | l'Adour              | 1 (40)                | 5                  | 5                  | Bahus-Soubiran, Bordères-et-Lamensans, Classun, Duhort-Bachen, Renung. |
| Ruisseau du Thus             | 4      | 15,8                  | le Ciron                  | la Garonne           | 2 (33, 40)            | 4                  | 1                  | Maillas. |
| Ruisseau le Suzan            | 4      | 16,1                  | le Bès                    | l'Adour              | 1 (40)                | 3                  | 3                  | Ousse-Suzan, Saint-Yaguen, Ygos-Saint-Saturnin. |
| Saint-Jean                   | 3      | 26,6                  | l'Adour                   | l'Adour              | 1 (40)                | 8                  | 8                  | Artassenx, Aurice, Bascons, Bas-Mauco, Benquet, Bretagne-de-Marsan, Maurrin, Saint-Sever. |
| Saussède                     | 4      | 11,4                  | l'Adour                   | l'Adour              | 1 (40)                | 4                  | 4                  | Angoumé, Rivière-Saas-et-Gourby, Saint-Geours-de-Maremne, Saubusse. |
| Tauzie                       | 4      | 15,3                  | L'Estampon                | l'Adour              | 1 (40)                | 2                  | 2                  | Bourriot-Bergonce, Retjons. |
| Uby                          | 4      | 12,2                  | la Douze                  | l'Adour              | 2 (32, 40)            | 2                  | 1                  | Lagrange. |

### Autres cours d'eau
Plus de 3 100 cours d'eau sont recensés en 2014 dans le référentiel national BD Carthage sur le territoire départemental des Landes, y compris les 109 cours d'eau naturels de longueur supérieure à 10 km déjà listés ci-dessus, ainsi que les canaux cités ci-dessous, correspondant à un linéaire de 4 500 km.
En lien avec la loi pour la reconquête de la biodiversité, de la nature et des paysages, publiée au Journal officiel du 9 août 2016, définissant la notion de cours d’eau, une instruction du gouvernement du 3 juin 2015 demande aux services d’État de mettre en place une cartographie du réseau hydrographique dans chaque département, afin de permettre aux riverains concernés de distinguer facilement les cours d’eau des fossés, non soumis aux mêmes règles : une intervention sur un cours d’eau allant au-delà de l’entretien courant ne peut en effet se faire que dans le cadre d’une déclaration ou autorisation « loi sur l’eau ». Concernant les Landes, cette cartographie évolutive est progressivement élaborée par les services de l'État
Une autre cartographie interactive est disponible sur le SIGORE, le portail cartographique de l'environnement en région Nouvelle-Aquitaine.

## Canaux
Un canal est un ouvrage artificiel permettant la dérivation d’un cours d'eau afin de répondre à divers usages (irrigation, hydroélectricité, pisciculture, 
navigation, ouvrage  de  décharges  de  crue...). Seuls les travaux d’entretien des canaux sont soumis à la loi sur l'eau.
| Nom du cours d'eau   | Classe | Longueur totale en km | Confluence | Bassin collecteur | Départements irrigués | Communes irriguées | Communes irriguées | Communes irriguées                                                  |
| Nom du cours d'eau   | Classe | Longueur totale en km | Confluence | Bassin collecteur | Départements irrigués | Nb total           | Nb ds le dép.      | Communes du département                                             |
| -------------------- | ------ | --------------------- | ---------- | ----------------- | --------------------- | ------------------ | ------------------ | ------------------------------------------------------------------- |
| Canal de Ceinture    | 4      |                       |            | la Charente       | 1 (40)                | 5                  | 5                  | Bénesse-Maremne, Labenne, Orx, Saint-André-de-Seignanx, Saubrigues. |
| Canal de l'Arreillet | 4      |                       |            | la Charente       | 1 (40)                | 4                  | 4                  | Biscarrosse, Parentis-en-Born, Sanguinet, .                         |
| Canal des Landes     | 1      |                       |            | la Charente       | 2 (33, 40)            | 4                  | 2                  | Biscarrosse, Sanguinet.                                             |